# Porella zikanii
Porella zikanii là một loài rêu trong họ Porellaceae. Loài này được Herzog mô tả khoa học đầu tiên năm 1923.
Danh pháp khoa học của loài này chưa được làm sáng tỏ. 